# Fluorobenzène
Le fluorobenzène, couramment abrégé PhF, est un composé chimique de formule C6H5F. Il s'agit d'un composé organofluoré aromatique résultant de la substitution d'un atome d'hydrogène du benzène C6H6 par un atome de fluor. Il se présente comme un liquide incolore non combustible et pratiquement apolaire, très peu soluble dans l'eau mais davantage dans les alcools, le benzène et les éthers. La présence de l'atome de fluor abaisse sensiblement la température de fusion du composé, qui passe de 5,5 °C pour le benzène à −42 °C pour le fluorobenzène, tandis que la température d'ébullition augmente légèrement, passant respectivement de 80,1 °C à 85 °C.
À l'échelle du laboratoire, il est pratique de produire le fluorobenzène par thermolyse du tétrafluoroborate de benzènediazonium C6H5N2BF4 :
[C6H5N2]BF4 → C6H5F + BF3 + N2↑.
Le chauffage à la flamme du [C6H5N2]BF4 libère en effet du fluorobenzène C6H5F et du trifluorure de bore BF3 qui sont facilement séparés en raison de leur température d'ébullition différente.
La synthèse industrielle fait réagir le cyclopentadiène C5H6 avec le difluorocarbène CF2 pour produire du fluorobenzène avec élimination d'une molécule de fluorure d'hydrogène HF.
Le fluorobenzène est un composé relativement inerte chimiquement en raison de sa liaison C–F, qui est une liaison très forte. C'est par conséquent un solvant apolaire pour espèces chimiques très réactives. Un complexe métallique avec le titane en a été cristallisé.

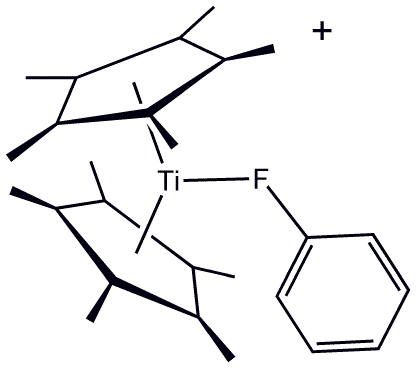
Structure de l'adduit.